# Bobby Riggs

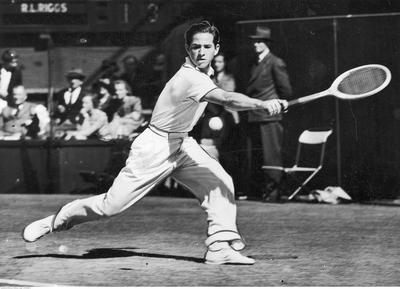
Bobby Riggs, 1939

Robert Larimore „Bobby“ Riggs (* 25. Februar 1918 in Los Angeles, Kalifornien; † 25. Oktober 1995 in Encinitas, Kalifornien) war ein US-amerikanischer Tennisspieler.

## Biographie
Riggs war von 1936 bis 1941 immer in den Top Ten der Weltrangliste zu finden und war im Jahr 1939 Weltranglistenerster. Er gewann 1939 sowohl das Herreneinzel in Wimbledon (gegen seinen Doppelpartner Elwood Cooke) als auch die US Open. Den Erfolg in Forest Hills konnte er 1941 wiederholen. 1967 erfolgte die Aufnahme in die International Tennis Hall of Fame.
Riggs war 55 Jahre alt, als er unter dem Motto „The Battle of the Sexes“ zweimal gegen Frauen spielte. Seine erste Gegnerin war am 13. Mai 1973 die damalige Nummer 1 im Frauentennis, die 30-jährige Margaret Court. Riggs gewann klar mit 6:2 und 6:1; das Spiel ist als „Muttertagsmassaker“ in die Geschichte eingegangen. Die zweite Gegnerin war Billie Jean King, die am 20. September 1973 vor 30.472 Zuschauern in drei Sätzen (6:4, 6:3 und 6:3) gewann.
Riggs starb im Oktober 1995 in Encinitas an Krebs.
In der Kinoverfilmung Battle of the Sexes – Gegen jede Regel wird er von Steve Carell dargestellt.